# Karl Ludwig Grotefend
Karl (oder auch Carl) Ludwig Grotefend  (* 22. Dezember 1807 in Frankfurt am Main; † 27. Oktober 1874 in Hannover) war ein deutscher Historiker, Gymnasiallehrer, Archivar und Numismatiker.

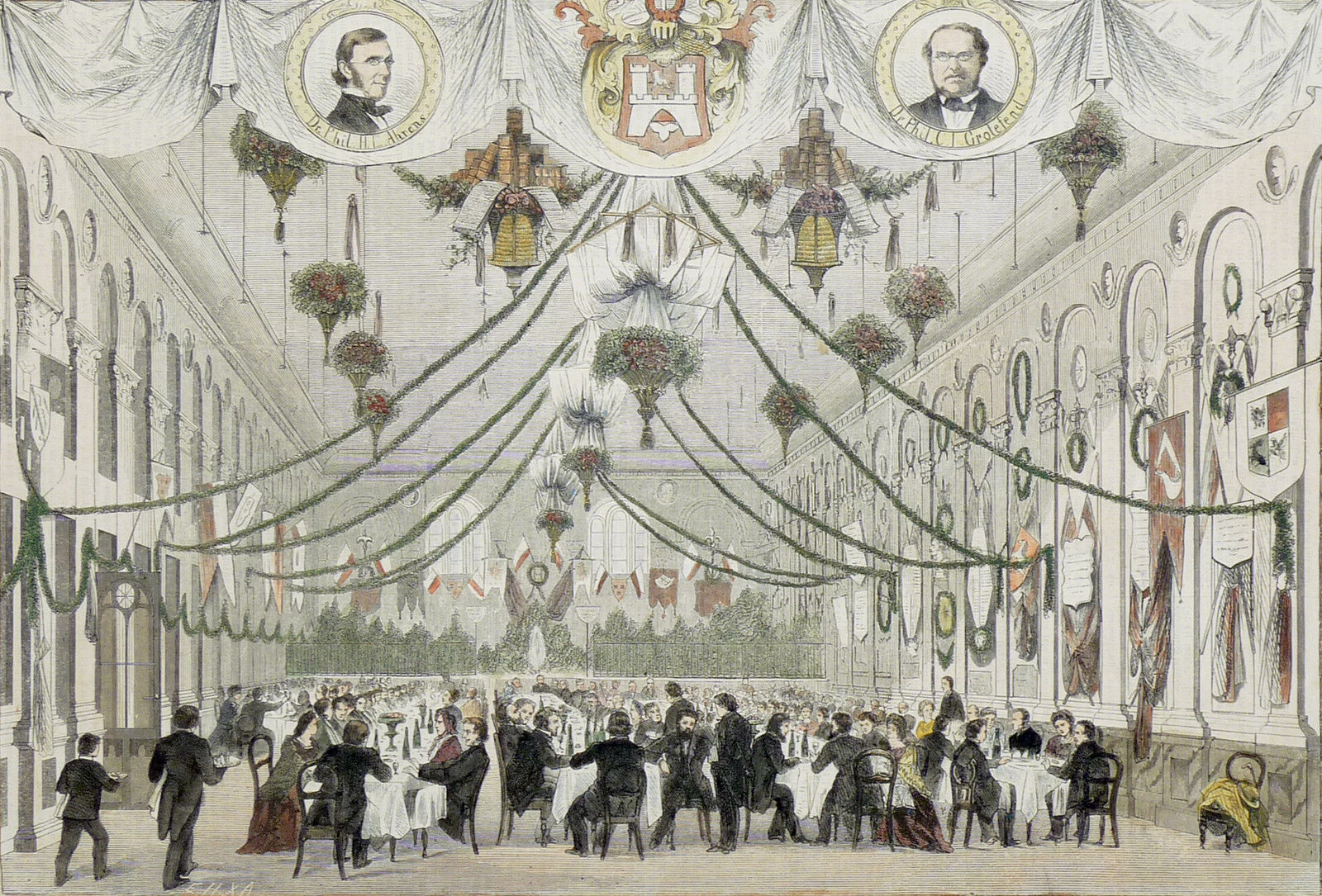
H. L. Ahrens und Carl Ludwig Grotefend in Medaillons über dem Holzstich Das Festmahl der Philologen im Odeon zu Hannover (um 1870)

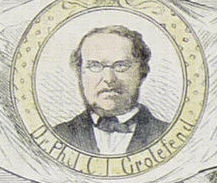
Carl Ludwig Grotefend

## Leben

### Familie
Carl Ludwig Grotefend war ein Sohn des Orientalisten und Sprachwissenschaftlers Georg Friedrich Grotefend und dessen Ehefrau Christiane geb. Bornemann. Er heiratete am 20. November 1834 seine Cousine Mathilde Lutteroth (1811–1851), Tochter des Domänenpächters Heinrich Lutteroth und seiner Ehefrau Johanne Sophie Jacobine geb. Bornemann. Der Sohn Hermann Grotefend (1845–1931) wurde ein bekannter Historiker.

### Werdegang
Grotefend besuchte zunächst in seiner Heimatstadt das Frankfurter Gymnasium und ab 1821, nachdem sein Vater nach Hannover umgezogen war, das hannoversche Lyceum, an dem er seine Abiturarbeit verfasste, die die Geschichte der römischen Legionen behandelte. Im Anschluss studierte er an der Universität Göttingen hauptsächlich die „klassischen“ Altertumswissenschaften sowie orientalische Sprachen. Im April 1829 wurde er zum Dr. phil. promoviert und erhielt bereits im Sommer desselben Jahres seine erste Anstellung am Gymnasium Andreanum in Hildesheim.
1833 tauschte Grotefend seine Hildesheimer Stellung gegen eine Collaboratur an dem von seinem Vater geleiteten hannoverschen Lyceum, an dem er 1844 zum Subkonrektor ernannt wurde und bis zum Klassenlehrer der Untersecunda aufstieg.
Grotefend war viele Jahre Redaktionsmitglied bei der Zeitschrift des historischen Vereins für Niedersachsen: ab 1845 im Archiv des hist. V. usw. N. F. und nach einer Neuorganisation ab 1851 in dessen Nachfolger, der Zeitschrift des hist. V. usw., bis zum Jahrgang 1873. Als dem Verein von Herbst 1854 bis Herbst 1858 die Leitung des Gesammtvereins der deutschen Geschichts- und Alterthums-Vereine und seines Correspondenz-Blatts anvertraut war, lag ein großer Teil der Arbeit (besonders der Redaktionsarbeit) bei Grotefend. Er hat viele Jahre intensiv an den Monumenta Germaniae Historica mitgearbeitet.

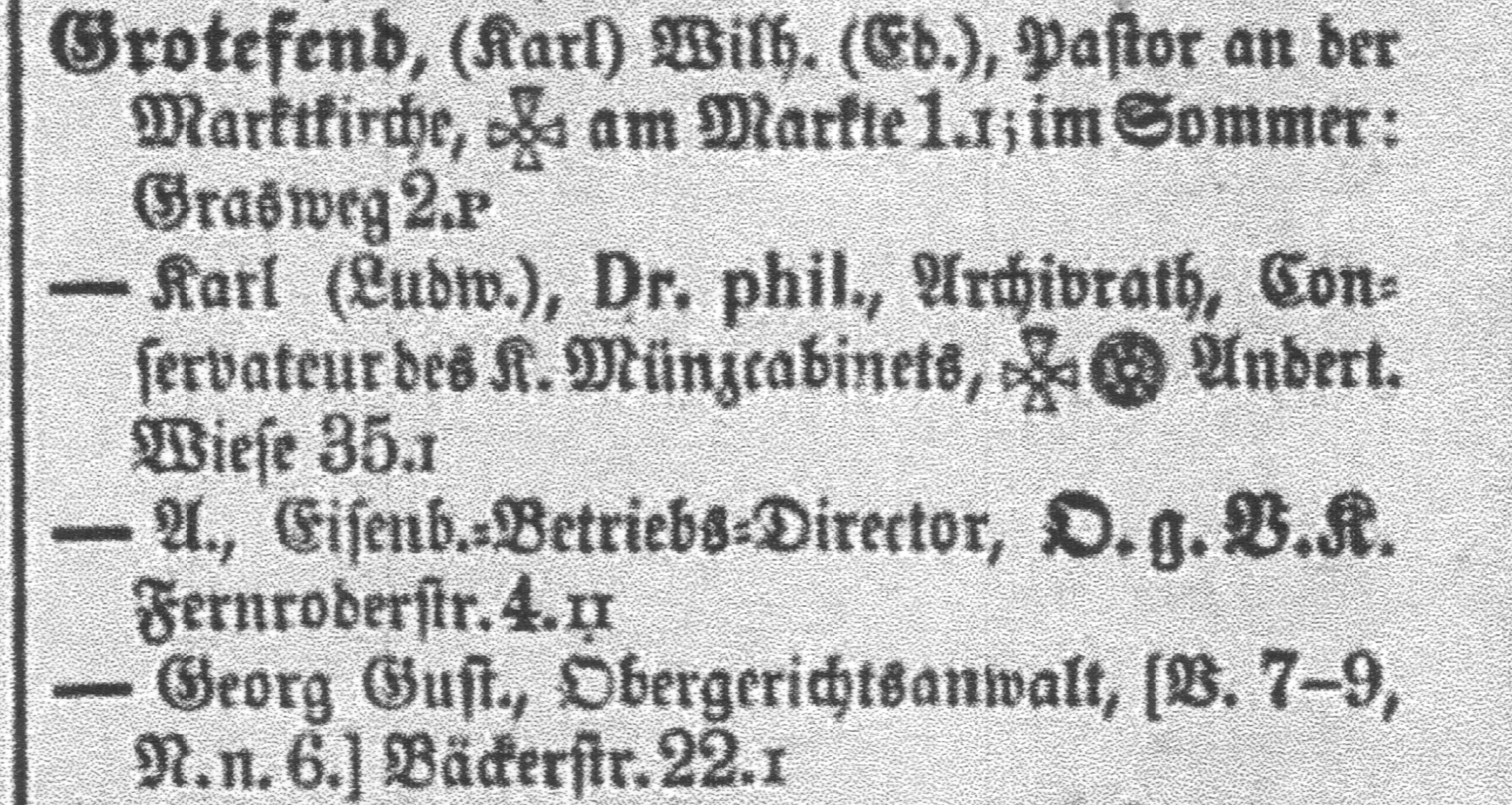
Adressbuch Hannover 1866, Abth. I, S. 207.

1853 trat Karl Grotefend aus der Lehrerlaufbahn aus und begann seine Tätigkeit am Königlich Hannoverschen Archiv zunächst als erster Archivsekretär, nachdem er zuvor schon einige Publikationen hauptsächlich aus dem Bereich der klassischen Altertumswissenschaften und zur Numismatik veröffentlicht hatte. Gleichzeitig mit seinem Archiveintritt wurde er Leiter des Königlichen Münzkabinetts. 1862 wurde er zum Archivrat und 1868 in der Nachfolge von Adolf Schaumann zum Staatsarchivar ernannt.
Ab 1861 war Grotefend korrespondierendes Mitglied der Göttinger Akademie der Wissenschaften. 1866 war er Inhaber der Goldenen Ehrenmedaille für Kunst und Wissenschaft und der Vierten Klasse des Königlichen Guelphen-Ordens. 1871 wurde er durch die Ernennung zum Geheimen Archivrat ausgezeichnet.

## Veröffentlichungen (Auswahl)
- De demis sive pagis Atticae disquisitio. Typis Dieterichianis, Göttingen 1829. (Dissertation; Digitalisat)
- Die Sanchuniathonische Streitfrage nach ungedruckten Briefen gewürdigt. Hannover 1836. (Digitalisat)
- Die unbekannte Schrift der Baktrischen Münzen. In: Blätter für Münzkunde. Hannoversche numismatische Zeitschrift. 2. Band, Leipzig 1836, Spalte 309‒314 und Taf. XXIV.
- Die Münzen der griechischen, parthischen und indoskythischen Könige von Baktrien und den Ländern am Indus. Hahn, Hannover 1839. (Digitalisat)
- Geschichte der Buchdruckereien in den Hannoverschen und Braunschweigischen Landen. Herausgegeben von F. G. H. Culemann. Hahn, Hannover 1840. (Digitalisat)
- Verzeichniss der Handschriften und Incunabeln der Stadt-Bibliothek zu Hannover. Hannover 1844. (Digitalisat)
- Incunabeln-Sammlung von F. G. H. Culemann. Hannover 1844. (Digitalisat)
- Die erste Druckerei in Münden. In: Archiv des historischen Vereins für Niedersachsen. Neue Folge 1849, S. 407f.. (betrifft die Druckerei Andreas Grimmen)
- Die Urkunden des Stiftes Walkenried. Hannover 1852 (Digitalisat)
- (als Herausgeber mit G[eorg] F[riedrich] Fiedeler:) Urkundenbuch der Stadt Hannover. Teil 1: Vom Ursprunge bis 1369 (= Urkundenbuch des historischen Vereins für Niedersachsen. Heft V.). Hahn, Hannover 1860. (Digitalisat; Neudruck: Scientia-Verlag, Aalen 1975, ISBN 3-511-00418-7), (Digitalisat)
- (mit [G. F.] Fiedeler:) Bernhard Hohmeisters Aufzeichnungen zur Geschichte der Stadt Hannover. In: Zeitschrift des historischen Vereins für Niedersachsen. 1860, S. 193–245.
- Imperium Romanum tributim descriptum. Die geographische Vertheilung der römischen Tribus im ganzen römischen Reiche. Hahn, Hannover 1863. (Digitalisat)
- Die Stempel der römischen Augenärzte. Hahn, Hannover 1867. (Digitalisat)
- (mit [G. F.] Fiedeler:) Nachtrag zum Urkundenbuche der Stadt Hannover. In: Zeitschrift des historischen Vereins für Niedersachsen. Jg. 1870, Hannover 1871, S. 1‒80.
- Chronologische Anordnung der athenischen Silbermünzen. Beilage zu Nr. 8 des Numismatisch-sphragistischen Anzeigers von 1872. (Digitalisat)